# Liste de faux proverbes
 (août 2020).
Si vous disposez d'ouvrages ou d'articles de référence ou si vous connaissez des sites web de qualité traitant du thème abordé ici, merci de compléter l'article en donnant les références utiles à sa vérifiabilité et en les liant à la section « Notes et références ».
Cette liste de faux proverbes présente de faux proverbes, détournés ou forgés par leurs auteurs à des fins humoristiques.

## Mots d'auteurs
| Faux proverbe | Auteur                                                                                             | Inspiré / détourné de                                                |
| --- | -------------------------------------------------------------------------------------------------- | -------------------------------------------------------------------- |
| « L'avenir appartient à ceux qui se lavent tôt (parce qu'il reste de l'eau chaude) »                                                                         | Dans une galaxie près de chez vous                                                                 | L'avenir appartient à ceux qui se lèvent tôt                         |
| « L'avenir appartient à ceux qui ont le veto » | Coluche                                                                                            | L'avenir appartient à ceux qui se lèvent tôt                         |
| « L'avenir appartient à ceux dont les ouvriers se lèvent tôt »                                                                                               | Coluche                                                                                            | L'avenir appartient à ceux qui se lèvent tôt                         |
| « L'avenir appartient à ceux qui s'éléphanteau » | Sttellla                                                                                           | L'avenir appartient à ceux qui se lèvent tôt                         |
| « L'avenir appartient à ceux qui se lèchent tôt » | Philippe Geluck                                                                                    | L'avenir appartient à ceux qui se lèvent tôt                         |
| « Petit à petit, l'oseille détruit la vie » | Iron Sy                                                                                            | Petit à petit l'oiseau fait son nid                                  |
| « Qui vole un œuf, tue un keuf » | Philippe Geluck                                                                                    | Qui vole un œuf vole un bœuf                                         |
| « Noël au scanner, Pâques au cimetière » | Pierre Desproges                                                                                   | Noël au balcon, Pâques au tison                                      |
| « Neige en janvier, ça caille aux pieds ; neige en juin, oh ben putain ! »                                                                                   | proverbe grolandais                                                                                | Noël au balcon, Pâques au tison                                      |
| « Ne remets pas à demain… ce que tu peux faire après-demain »                                                                                                | Alphonse Allais                                                                                    | Ne remets jamais au lendemain ce que tu peux faire le jour même      |
| « À quoi bon remettre à deux mains ce qu'on peut faire avec ses pieds ? »                                                                                    | Maurice Roche                                                                                      | Ne remets jamais au lendemain ce que tu peux faire le jour même      |
| « Ne remets pas à demain ce que tu peux faire d'humain » | Gustave Parking                                                                                    | Ne remets jamais au lendemain ce que tu peux faire le jour même      |
| « Une de perdue, une de perdue » | Jean-Marie Bigard                                                                                  | Une de perdue, dix de retrouvées.                                    |
| « Une gonzesse de perdue c'est dix copains qui reviennent »                                                                                                  | Renaud                                                                                             | Une de perdue, dix de retrouvées.                                    |
| « Dix de perdues, une de retrouvée » | Jacques Villeret                                                                                   | Une de perdue, dix de retrouvées.                                    |
| « Une de perdue, un de... tout seul » | Gad Elmaleh                                                                                        | Une de perdue, dix de retrouvées.                                    |
| « C'est au pied du mur qu'on voit le mieux le mur » | Jean-Marie Bigard                                                                                  | C'est au pied du mur qu'on voit le maçon                             |
| « C'est au pied du mur que l'on voit le colimaçon » | Le Trombone illustré                                                                               | C'est au pied du mur qu'on voit le maçon                             |
| « Il ne faut pas vendre la peau de l'ours... non, il ne faut pas »                                                                                           | Jean-Marie Bigard                                                                                  | Il ne faut pas vendre la peau de l'ours avant de l'avoir tué         |
| « Il ne faut pas vendre peau de l'ours, surtout... surtout s'il n'est pas d'accord avec le prix »                                                            | Dans une galaxie près de chez vous                                                                 | Il ne faut pas vendre la peau de l'ours avant de l'avoir tué         |
| « Commencez pas à noyer la peau de l’ours avant d’avoir vendu le poisson »                                                                                   | Kaamelott (combine le proverbe avec l'expression noyer le poisson)                                 | Il ne faut pas vendre la peau de l'ours avant de l'avoir tué         |
| « Au royaume des aveugles, les borgnes sont sourds » | Je sais rien, mais je dirai tout                                                                   | Au royaume des aveugles, les borgnes sont rois                       |
| « Tant va la cruche à l'eau qu'à la fin elle s'emplit » | Beaumarchais                                                                                       | Tant va la cruche à l'eau qu'à la fin elle se brise                  |
| « Tant va la cruche à l'eau qu'à la fin tu me les brises »                                                                                                   | Les Inconnus                                                                                       | Tant va la cruche à l'eau qu'à la fin elle se brise                  |
| « Tant va la cruche à l'eau qu'à la fin y a plus d'eau » | Coluche                                                                                            | Tant va la cruche à l'eau qu'à la fin elle se brise                  |
| « Tant va la cruche au nain qu'à la fin il vomit » | Naheulbeuk                                                                                         | Tant va la cruche à l'eau qu'à la fin elle se brise                  |
| « Tant va la cruche à l'eau qu'à la fin elle se case » | Marcel Gotlib                                                                                      | Tant va la cruche à l'eau qu'à la fin elle se brise                  |
| « Le travail c'est la santé ! Rien faire, c'est la conserver »                                                                                               | Boris Vian                                                                                         | Le travail c'est la santé                                            |
| « Nagasaki ne profite jamais » | Sttellla                                                                                           | Bien mal acquis ne profite jamais                                    |
| « Bien mal acquis ne profite qu'après » | Coluche                                                                                            | Bien mal acquis ne profite jamais                                    |
| « Bien mal au cul ne profite jamais » | Pierre Desproges                                                                                   | Bien mal acquis ne profite jamais                                    |
| « Mal bien acquis profite toujours » | Mister You                                                                                         | Bien mal acquis ne profite jamais                                    |
| « Bien mal acquis ne profite jamais qu'à ceux qui sont assez malins pour ne pas se faire épingler »                                                          | Pierre Dac                                                                                         | Bien mal acquis ne profite jamais                                    |
| « L'argent ne fait pas le bonheur des pauvres… » | Coluche                                                                                            | L'argent ne fait pas le bonheur                                      |
| « C'est en forgeant qu'on devient forgeron, mais ce n'est pas en se mouchant que l'on devient moucheron, ni en sciant que Léonard devint scie »              | Francis Blanche                                                                                    | C'est en forgeant qu'on devient forgeron                             |
| « C'est en forgeant qu'on devient forgeron / C'est en mangeant de la soupe qu'on grandit / Et c'est en jouant au bûcheron / Qu'un jour Léonard devint scie » | Renaud (s'inspirant de Francis Blanche)                                                            | C'est en forgeant qu'on devient forgeron                             |
| « C'est en forgeant qu'on devient forgeron, c'est en troquant qu'on devient trop con »                                                                       | François Pirette                                                                                   | C'est en forgeant qu'on devient forgeron                             |
| « C'est en forgeant qu'on devient Michel Forget » | Dans une galaxie près de chez vous                                                                 | C'est en forgeant qu'on devient forgeron                             |
| « Chassez le naturel, il revient au bungalow » | Sttellla                                                                                           | Chassez le naturel, il revient au galop (Destouches)                 |
| « Chasse le naturiste, il revient au bungalow » | Jean-Paul Grousset (repris par Patrice Delbourg, Cagnat 1999, puis par Franck Dubosc dans Camping) | Chassez le naturel, il revient au galop (Destouches)                 |
| « Chassez le naturel, il revient. Il revient au galop uniquement s'il est sur un cheval »                                                                    | Clara Saunier (dans H)                                                                             | Chassez le naturel, il revient au galop (Destouches)                 |
| « Chassez le surnaturel, il revient au galop » | Le Canard enchaîné (à propos de Sleepy Hollow)                                                     | Chassez le naturel, il revient au galop (Destouches)                 |
| « Chassez le naturiste, il ne revient pas. Chassez le naturel, il revient au goulot »                                                                        | Pierre Desproges                                                                                   | Chassez le naturel, il revient au galop (Destouches)                 |
| « Jésus crie, la caravane passe » | Coluche                                                                                            | Les chiens aboient, la caravane passe                                |
| « Ne faites pas aux truies ce que vous ne voudriez pas qu'on vous fît »                                                                                      | Gotlib et Goscinny (dans Rubrique-à-brac)                                                          | Ne faites pas à autrui ce que vous ne voudriez pas qu'on vous fît    |
| « Rose promise, chôm'du ! » | Coluche                                                                                            | Chose promise, chose due                                             |
| « Con promis, chose due ! » | Coluche                                                                                            | Chose promise, chose due                                             |
| « L'horreur est humaine » | Coluche                                                                                            | L'erreur est humaine                                                 |
| « La nuit porte… la nuit porte… la nuit porte de garage » | Dans une galaxie près de chez vous                                                                 | La nuit porte conseil.                                               |
| « Après la pluie, le gazon est mouillé » | Dans une galaxie près de chez vous                                                                 | Après la pluie vient le beau temps                                   |
| « A beau mentir qui veut sortir » | Arthur Laroche (dans Les Pierrafeu)                                                                | A beau mentir qui vient de loin                                      |
| « Un seul être vous manque et tout est repeuplé » | Jean Giraudoux (dans La guerre de Troie n'aura pas lieu)                                           | Un seul être vous manque et tout est dépeuplé (Lamartine)            |
| « Un seul hêtre vous manque et tout est des peupliers » | Jean-Paul Grousset (dans Si t'es gai, ris donc !)                                                  | Un seul être vous manque et tout est dépeuplé (Lamartine)            |
| « Une seule lettre vous manque et tout est épeuplé » | Philippe Geluck                                                                                    | Un seul être vous manque et tout est dépeuplé (Lamartine)            |
| « Rien ne sert de partir à point, il vaut mieux courir » | Coluche                                                                                            | Rien ne sert de courir, il faut partir à point (Jean de la Fontaine) |
| « Rien ne sert de courir... non, ça sert à rien du tout » | Jean-Marie Bigard                                                                                  | Rien ne sert de courir, il faut partir à point (Jean de la Fontaine) |
| « Les bons gongs font les bonzes amis » | Gotlib (dans Rubrique-à-brac)                                                                      | Les bons comptes font les bons amis                                  |
| « Plus il y a de fous, moins il y a de riz » | Coluche                                                                                            | Plus on est de fous, plus on rit                                     |

## Autres faux proverbes
| Faux proverbe                                                                      | Auteur                                             | Inspiré / détourné de                                                  |
| ---------------------------------------------------------------------------------- | -------------------------------------------------- | ---------------------------------------------------------------------- |
| « Qui vole un bœuf est vachement musclé »                                          | Yvan Le Louarn (dans Chaval)                       | Qui vole un œuf, vole un bœuf                                          |
| « Qui vole un effet neuf, crée un effet bœuf »                                     | Philippe Geluck (dans Le Chat)                     | Qui vole un œuf, vole un bœuf                                          |
| « Noël aux tisanes, Pâques aux Rabannes »                                          | Jean-Paul Rouland                                  | Noël au balcon, Pâques au tison                                        |
| « Il faut battre son frère tant qu'il a chaud »                                    | Balzac                                             | Il faut battre le fer tant qu'il est chaud                             |
| « Il faut battre le frère tant qu'il est chauve »                                  | Frédéric Dard                                      | Il faut battre le fer tant qu'il est chaud                             |
| « On ne fait pas d'aveugles sans casser des yeux »                                 | Coluche                                            | On ne fait pas d'omelette sans casser des œufs                         |
| « On ne fait pas d'omelette sans casser du vieux »                                 | Les Fatals Picards                                 | On ne fait pas d'omelette sans casser des œufs                         |
| « On ne fait pas de planète sans casser du CO2 »                                   | Marcel et son orchestre                            | On ne fait pas d'omelette sans casser des œufs                         |
| « Qui ne dit mot consent, pourtant, c'est quand on dit mot qu'on sent »[pas clair] | Philippe Geluck                                    | Qui ne dit mot consent                                                 |
| « À vaincre sans péril, on évite les ennuis »                                      | Astérix chez les Bretons                           | À vaincre sans péril, on triomphe sans gloire (Corneille, dans Le Cid) |
| « Je penche donc je sue »                                                          | Joe Bar Team                                       | Je pense, donc je suis (René Descartes)                                |
| « Je panse donc j'essuie »                                                         | Marcel Gotlib dans la bande dessinée « Gai-Luron » | Je pense, donc je suis (René Descartes)                                |
| « Je pompe donc je suis »                                                          | Les Shadoks                                        | Je pense, donc je suis (René Descartes)                                |
| « Bière qui coule n'amasse point de mousse »                                       | Victor Hugo (dans Les Misérables)                  | Pierre qui roule n'amasse pas mousse                                   |
| « Presse qui roule pas vraiment cool / Presse qui roule me casse les c... »        | Florent Pagny (dans Presse qui roule)              | Pierre qui roule n'amasse pas mousse                                   |